# Raven-Symoné
Raven-Symoné (n. 10 decembrie 1985, Atlanta, Georgia, SUA) este o actriță americană. Cel mai cunoscut rol al ei este Raven Baxter din serialele marca Disney Channel, That's So Raven și Casa lui Raven. Ea a fost vocea lui Monique din animația Kim Possible.

## Filmografie

### Film
| An(i) | Titlu                                                                                   | Rol                   | Note                 |
| ----- | --------------------------------------------------------------------------------------- | --------------------- | -------------------- |
| 1990  | Rockin' Through the Decades                                                             | ea însăși             | documentar           |
| 1994  | The Little Rascals                                                                      | iubita lui Stymie     |                      |
| 1998  | Dr. Dolittle                                                                            | Charisse Dolittle     |                      |
| 2001  | Dr. Dolittle 2                                                                          | Charisse Dolittle     |                      |
| 2004  | The Princess Diaries 2: Royal Engagement                                                | prințesa Asana        |                      |
| 2004  | Fat Albert                                                                              | Danielle (voce)       |                      |
| 2006  | Everyone's Hero                                                                         | Marti Brewster (voce) |                      |
| 2008  | College Road Trip                                                                       | Melanie "Mel" Porter  | producător executiv  |
| 2008  | Tinker Bell                                                                             | Iridessa (voce)       | film direct-pe-video |
| 2009  | Good Hair                                                                               | ea însăși             | documentar           |
| 2009  | Clopoțica și comoara pierdută (Tinker Bell and the Lost Treasure)                       | Iridessa (voce)       | film direct-pe-video |
| 2010  | Tinker Bell and the Great Fairy Rescue                                                  | Iridessa (voce)       | film direct-pe-video |
| 2012  | Secret of the Wings                                                                     | Iridessa (voce)       | film direct-pe-video |
| 2014  | Clopoțica și Zâna Pirat (The Pirate Fairy)                                              | Iridessa (voce)       | film direct-pe-video |
| 2015  | Clopoțica și Legenda Bestiei de Nicăieri (Tinker Bell and the Legend of the NeverBeast) | Iridessa (voce)       | film direct-pe-video |
| 2015  | A Girl Like Grace                                                                       | Mary                  | film independent     |
| 2017  | Animal Crackers                                                                         | Binkley (voce)        |                      |

### Televiziune
| An(i)     | Titlu                                                           | Rol                                      | Note                                                                                                |
| --------- | --------------------------------------------------------------- | ---------------------------------------- | --------------------------------------------------------------------------------------------------- |
| 1989–92   | The Cosby Show                                                  | Olivia Kendall                           | 63 de episoade                                                                                      |
| 1989      | A Different World                                               | Olivia Kendall                           | un episod                                                                                           |
| 1990      | The Earth Day Special                                           | Olivia Kendall                           | |
| 1990      | The Muppets at Walt Disney World                                | fata mică                                | film de televiziune                                                                                 |
| 1992      | Prințul din Bel Air (The Fresh Prince of Bel-Air)               | Claudia                                  | un episod                                                                                           |
| 1993      | Alex Haley's Queen                                              | mica regină                              | miniserial                                                                                          |
| 1993      | Xuxa                                                            | ea însăși                                | invitată                                                                                            |
| 1993–97   | Hangin' with Mr. Cooper                                         | Nicole Lee                               | rol principal; 79 de episoade                                                                       |
| 1994      | The Kidsongs Television Show                                    | ea însăși                                | un episod                                                                                           |
| 1995      | Happily Ever After: Fairy Tales for Every Child                 | Goldilocks/Olivia/Zoe (voce)             | 2 episoade                                                                                          |
| 1995      | Bill Nye the Science Guy                                        | ea însăși                                | un episod                                                                                           |
| 1997      | Space Ghost Coast to Coast                                      | ea însăși                                | un episod                                                                                           |
| 1999      | Zenon, Aventuri în secolul 21 (Zenon: Girl of the 21st Century) | Nebula Wade                              | film de televiziune                                                                                 |
| 2001      | My Wife and Kids                                                | Charmaine                                | un episod                                                                                           |
| 2001      | The Proud Family                                                | Stephanie                                | un episod                                                                                           |
| 2002      | The Cosby Show: A Look Back                                     | ea însăși                                | documentar                                                                                          |
| 2002–07   | Kim Possible                                                    | Monique (voce)                           | 27 de episoade                                                                                      |
| 2002–07   | Express Yourself                                                | ea însăși                                | |
| 2003–07   | That's So Raven                                                 | Raven Lydia Baxter                       | rol principal; serial original Disney Channel 100 de episoade, producător executiv (22 de episoade) |
| 2003      | Felinele (The Cheetah Girls)                                    | Galleria "Bubbles" Garibaldi             | rol principal; film original Disney Channel                                                         |
| 2003      | Kim Possible: A Sitch in Time                                   | Monique (voce)                           | film de televiziune                                                                                 |
| 2004      | Zenon: Z3                                                       | Nebula Wade                              | film de televiziune                                                                                 |
| 2004      | Fillmore!                                                       | Maryanne Greene/Alexandria Quarry (voce) | 2 episoade                                                                                          |
| 2005      | Higglytown Heroes                                               | paznic la locul de joacă (voce)          | un episod                                                                                           |
| 2005      | Kim Possible: So the Drama                                      | Monique (voce)                           | film de televiziune                                                                                 |
| 2006      | For One Night                                                   | Brianna McCallister                      | film de televiziune                                                                                 |
| 2006      | Felinele 2: Aventuri în Spania (The Cheetah Girls 2)            | Galleria "Bubbles" Garibaldi             | rol principal; film original Disney Channel, producător executiv                                    |
| 2007      | Zack și Cody, ce viață minunată (The Suite Life of Zack & Cody) | Raven Lydia Baxter                       | un episod                                                                                           |
| 2007      | Cory in the House                                               | Raven Lydia Baxter                       | un episod                                                                                           |
| 2008      | Tată în stil american (American Dad!)                           | Katie/soția (voce)                       | 2 episoade                                                                                          |
| 2010      | Sonny și Steluța ei norocoasă (Sonny with a Chance)             | Amber Algoode                            | un episod                                                                                           |
| 2010      | Revenge of the Bridesmaids                                      | Abigail "Abby" Scanlan                   | film de televiziune                                                                                 |
| 2011      | Pixie Hollow Games                                              | Iridessa (voce)                          | film de televiziune                                                                                 |
| 2011      | State of Georgia                                                | Georgia Chamberlain                      | rol principal; 12 episoade                                                                          |
| 2011      | Rupaul's Drag U                                                 | jurat                                    | un episod                                                                                           |
| 2013      | See Dad Run                                                     | Whitney Gibbons                          | un episod                                                                                           |
| 2015      | Empire                                                          | Olivia Lyon                              | 2 episoade                                                                                          |
| 2015      | K.C sub acoperire (K.C. Undercover)                             | Simone Devereaux                         | 2 episoade                                                                                          |
| 2015–16   | The View                                                        | ea însăși                                | gazdă                                                                                               |
| 2015–20   | Black-ish                                                       | Rhonda Johnson                           | 4 episoade                                                                                          |
| 2016      | RuPaul's Drag Race: All Stars                                   | jurat                                    | un episod                                                                                           |
| 2016      | Nashville                                                       | ea însăși                                | un episod                                                                                           |
| 2017–23   | Casa lui Raven (Raven's Home)                                   | Raven Lydia Baxter                       | rol principal și producător executiv                                                                |
| 2017      | Master of None                                                  | ea însăși                                | un episod                                                                                           |
| 2018      | Drunk History                                                   | Nichelle Nichols                         | un episod                                                                                           |
| 2018-2020 | Big City Greens                                                 | Maria Media                              | 3 episoade                                                                                          |
| 2019      | Guardians of the Galaxy                                         | Valkyrie                                 | 2 episoade                                                                                          |
| 2019      | Just Roll with It                                               | Betsy Hagg                               | un episod                                                                                           |
| 2019      | The Masked Singer                                               | concurentă                               | în al doilea sezon                                                                                  |
| 2020      | The Bold Type                                                   | Alice                                    | rol secundar în sezonul patru                                                                       |

## Legături externe
- Raven-Symoné pe Twitter
- Raven-Symoné la AllMusic
- Raven-Symoné la Internet Movie Database